# タイラー・アダムス
タイラー・シェーン・アダムス（Tyler Shaan Adams,  1999年2月14日 - ）は、アメリカ合衆国・ニューヨーク州ワッピンガーフォールズ出身のサッカー選手。プレミアリーグ・AFCボーンマス所属。アメリカ代表。ポジションはMF。

## 経歴
2010年にニューヨーク・レッドブルズのユースアカデミーに入団。ユースチームで力を付け、2015年3月にBチームに昇格。翌月のトロントFCのBチームとの試合でプロ初出場。同年7月に北米プレシーズンツアーで対戦したチェルシーFC戦で、プレミアリーグ2014-15シーズン優勝チーム相手にゴールを決め、4-2の勝利に貢献したことで注目を集める。
2015年11月3日、2016年シーズンからのトップチーム昇格が決定。以降、10代ながらトップチームに主力選手に定着した。
2018年12月3日、RBライプツィヒと2023年までの契約を締結。2019年1月28日のフォルトゥナ・デュッセルドルフ戦で、ブンデスリーガ初出場で先発出場し、4-0で勝利に貢献。2月16日のVfBシュトゥットガルト戦でアシストを記録し、3-1の勝利に貢献した。
2022年7月6日、リーズ・ユナイテッドFCと5年契約を締結したことが発表された。
2023年8月20日、AFCボーンマスに移籍した。5年契約で、移籍金は2000万ポンド＋αとみられている。

### 代表
2014年にU-17のアメリカ代表に招集され、2015年にチリで開催された2015 FIFA U-17ワールドカップに出場。2017年はCONCACAF U-20選手権で優勝し、韓国で開催された2017 FIFA U-20ワールドカップにも出場した。同年11月には18歳でフル代表に招集され、14日のポルトガル戦で代表初出場。2018年9月12日のメキシコ戦で、代表初ゴールを決めた。

## 代表歴

### 出場大会
- アメリカ代表
  - 2022 FIFAワールドカップ

### 試合数
- 国際Aマッチ 42試合 2得点（2017年-）[13]

| アメリカ代表 | 国際Aマッチ | 国際Aマッチ |
| 年           | 出場        | 得点        |
| ------------ | ----------- | ----------- |
| 2017         | 1           | 0           |
| 2018         | 8           | 1           |
| 2019         | 1           | 0           |
| 2020         | 2           | 0           |
| 2021         | 10          | 0           |
| 2022         | 14          | 0           |
| 2023         | 0           | 0           |
| 2024         | 6           | 1           |
| 通算         | 42          | 2           |